# Aluminosis
|  | No s'ha de confondre amb aluminosi. |

Aluminosis és un grup de rural core de la Jana i de la Salzadella. Són els precursors al País Valencià del que anomenen agro-rock, un estil en el qual es combina la música rock, ska, punk i metall amb lletres i temàtiques pròpies del món rural i dels petits pobles de l'interior, en este cas els de la comarca del Maestrat.
L'any 2008, Aluminosis va editar el seu tercer disc Agro Rock III amb la discogràfica Santo Grial Records que incloïa 12 nous temes. Segons el portal decibel.cat, en el disc destaca "molt més el missatge crític i humorístic de les lletres que no pas les melodies o els arranjaments". El temes d'aquest disc se centren especialment en els problemes del sector agrari i ramader, juntament amb temes que parlen dels superherois televisius, el grup Camela o els anuncis actuals de la televisió. El 2010 van editar en format CD i DVD el recopilatori 10 Anys d'Agro Rock.

## Discografia[3]
- Agrorock (2001): "Fishler cabró", "No hi ha futur", "Quan seré vellet", "Okupació rural", "Sèlia", "Inspecció rectal", etc.
- Agrorock II (2003): "Més de mil anys", "Maicol", "Puonà", "Tractor tunning", "Agricultura: esport i aventura", "Rock de l'agrorock", etc.
- Agrorock III (2008)
- 10 Anys d'Agro Rock (2010)

Participacions en recopilatoris
- Disc de la Música en Valencià-La Gira 08 (2008)[4]